# Angélica Abelleyra
Angélica Abelleyra (Ciudad de México, 1963) es una periodista mexicana especializada en periodismo cultural.

## Trayectoria
Estudió ciencias de la comunicación en la Universidad Autónoma Metropolitana, unidad Xochimilco, e inició su actividad periodística en Unomásuno como ayudante de redacción. Es fundadora del periódico La Jornada, en 1984, en donde trabajó de manera permanente hasta 1999. En ese medio, en el suplemento La Jornada Semanal escribe la columna Mujeres insumisas, en donde reseña mensualmente la actividad y biografía de mujeres mexicanas destacadas en muchos ámbitos como el arte, la política y la defensa de los derechos humanos. Producto de esa labor editó una selección de 70 biografías en la publicación homónima, editada en 2007.
Como autora independiente ha colaborado en distintos medios de comunicación como el Canal 22, el Canal 52 y con instituciones culturales como la Fundación Jumex. Es fundadora del proyecto Museo de Mujeres Artistas Mexicanas con la fotógrafa Lucero González.

## Obras
- De espejos y espejismos (2001)
- Mujeres insumisas (2007)